# Représentations diplomatiques en Égypte
Ceci est une liste des représentations diplomatiques en Égypte. À l'heure actuelle, la capitale du Caire abrite 140 ambassades. Plusieurs autres pays ont des ambassadeurs accrédités auprès d'autres capitales régionales. 

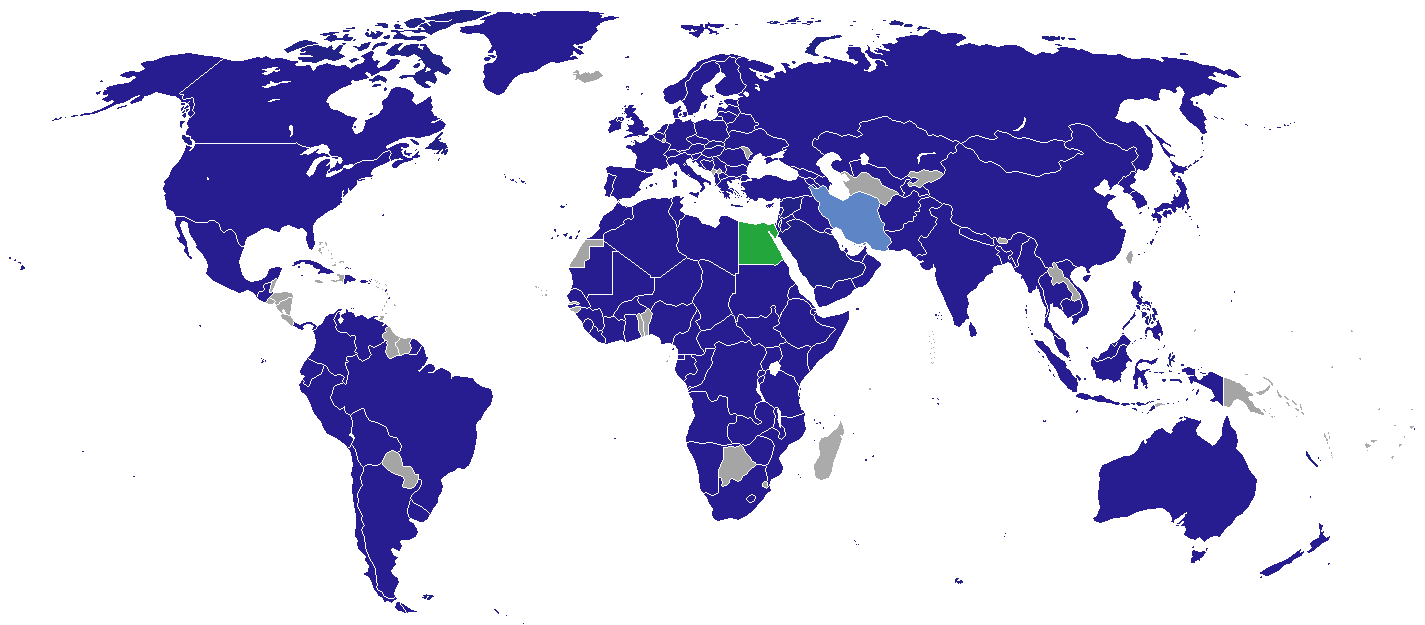
Représentations diplomatiques en Egypte

## Ambassades
Le Caire
| - République islamique d'Afghanistan - Afrique du Sud - Albanie - Algérie - Allemagne - Angola - Arabie saoudite - Argentine - Arménie - Australie - Autriche - Azerbaïdjan - Bahreïn - Bangladesh - Belgique - Biélorussie - Birmanie - Bolivie - Bosnie-Herzégovine - Brésil - Brunei - Bulgarie - Burkina Faso - Burundi - Cambodge - Cameroun - Canada - Chili - Chine - Chypre - Colombie - Comores - Corée du Nord - Corée du Sud - Côte d'Ivoire - Croatie - Cuba - Danemark - Djibouti - Équateur - Émirats arabes unis - Érythrée - Espagne - Estonie - États-Unis - Éthiopie - Finlande - France | - Gabon - Géorgie - Ghana - Grèce - Guatemala - Guinée - Guinée équatoriale - Hongrie - Inde - Indonésie - Irak - Irlande - Israël - Italie - Japon - Jordanie - Kazakhstan - Kenya - Koweït - Lettonie - Lesotho - Liban - Liberia - Libye - Lituanie - Macédoine du Nord - Malaisie - Malawi - Mali - Malte - Maroc - Maurice - Mauritanie - Mexique - Mongolie - Mozambique - Namibie - Népal - Nicaragua - Niger - Nigeria - Norvège - Nouvelle-Zélande - Oman Ordre de Malte - Ouganda - Ouzbékistan - Pakistan | - Palestine - Panama - Paraguay - Pays-Bas - Pérou - Philippines - Pologne - Portugal - Qatar - République centrafricaine - République démocratique du Congo - République dominicaine - République du Congo - Tchéquie - Roumanie - Royaume-Uni - Russie - Rwanda - Sierra Leone - Sénégal - Serbie - Singapour - Slovaquie - Slovénie - Somalie - Soudan - Soudan du Sud - Sri Lanka - Suède - Suisse - Syrie - Tadjikistan - Tanzanie - Tchad - Thaïlande - Tunisie - Turquie - Ukraine - Uruguay - Vatican - Venezuela - Viêt Nam - Yémen - Zambie - Zimbabwe |

## Délégations et missions
- Union européenne (Délégation)
- Iran (Section d'intérêts)
- Kosovo (Bureau de liaison)

## Consulats généraux et consulats
Alexandrie
| - Arabie saoudite - Chine - Espagne - États-Unis - France - Grèce | - Israël - Liban - Libye - Royaume-Uni - Russie - Turquie |

Assouan
- Soudan

## Ambassades non résidentes
- Bénin (Rabat)
- Botswana (Addis-Abeba)
- Cap-Vert (Rome)
- Eswatini (Addis-Abeba)[1]
- Fidji (Londres)
- Gambie (Riyad)
- Haïti (Rome/Rabat)
- Islande (Oslo)
- Jamaïque (Kuwait City)
- Kirghizistan (Riyad)
- Laos (Kuwait City)
- Madagascar (Addis-Abeba)
- Maldives (Abu Dhabi City)
- Moldavie (Ankara)
- Togo (Rabat)
- Turkménistan (Riyad)
- Trinité-et-Tobago (Abuja)

## Anciennes ambassades
- Eswatini
- Honduras